# Grzegorz Baran
Grzegorz Baran, né le 23 décembre 1982 à Przemyśl, est un footballeur polonais. Il joue actuellement au Sandecja Nowy Sącz, et occupe le poste de défenseur. Son frère Arkadiusz était lui aussi footballeur.

## Carrière

### En club
Grzegorz Baran a commencé sa carrière professionnelle au JKS 1909 Jaroslaw en 1999, puis a rejoint le SMS Cracovie un an plus tard. Après des passages infructueux au KS Cracovia puis au Górnik Wieliczka, Baran signe au Ruch Chorzów en janvier 2006. Il y devient vite un joueur cadre, puis le capitaine de l'équipe, après avoir disputé son premier match avec les Niebiescy le 26 mars 2006 contre le Zagłębie Sosnowiec en seconde division, et marqué son premier but en championnat lors du grand derby de la Silésie un peu moins de deux ans plus tard.
Le 24 juin 2010, il quitte Ruch Chorzów et signe au GKS Bełchatów.

### Palmarès
- Vainqueur de la Coupe de Pologne : 2009